# A. Francke Verlag
Der A. Francke Verlag ist ein ursprünglich 1831 in Bern gegründetes Verlagsunternehmen. Der Wissenschaftsverlag gehört heute zum Narr Francke Attempto Verlag mit Sitz in Tübingen, der sich der Publikation geisteswissenschaftlicher Fachbücher widmet.

## Geschichte
Der Verlag wurde 1831 von Johann Felix Jacob Dalp als J. Dalpsche Buchhandlung in Bern gegründet und 1866 von Karl Schmid erworben. Der namensgebende Alexander Francke wurde 1884 Teilhaber, der Verlag hieß jetzt Schmid, Francke & Cie. Karl Schmid übertrug 1902 das Unternehmen an Alexander Francke, das 1920 in eine Aktiengesellschaft umgewandelt wurde. 1925 übernahm Carl Emil Lang die Direktion. 1959 wurde die A. Francke Verlag GmbH München gegründet, 1984 von Gunter Narr übernommen und der Sitz nach Tübingen verlegt. 1992 übernahm Narr auch den inzwischen in Basel ansässigen Schweizer Verlag.
Der Verlag ist seit 2004 Teil einer Verlagsgruppe mit dem Gunter Narr Verlag und dem Attempto Verlag, der Verlag Narr Francke Attempto.

## Publikationen
Der Verlag publiziert innerhalb der Gruppe vor allem sprachwissenschaftliche und theologische Werke.
Zu den wichtigsten Periodika des Verlages gehört das Faust-Jahrbuch, herausgegeben von der Internationalen Faust-Gesellschaft, die Vox Romanica, eine Fachzeitschrift für Linguistik und romanische Philologie,  und die Colloquia Germanica, eine Fachzeitschrift für Germanisten. Zu den ältesten und bedeutendsten Reihen des Verlages zählt die Sammlung Dalp, in der seit 1946 vor allem Einführungen und Spezialuntersuchungen zu den Geisteswissenschaften erscheinen.